# Cheveux noirs

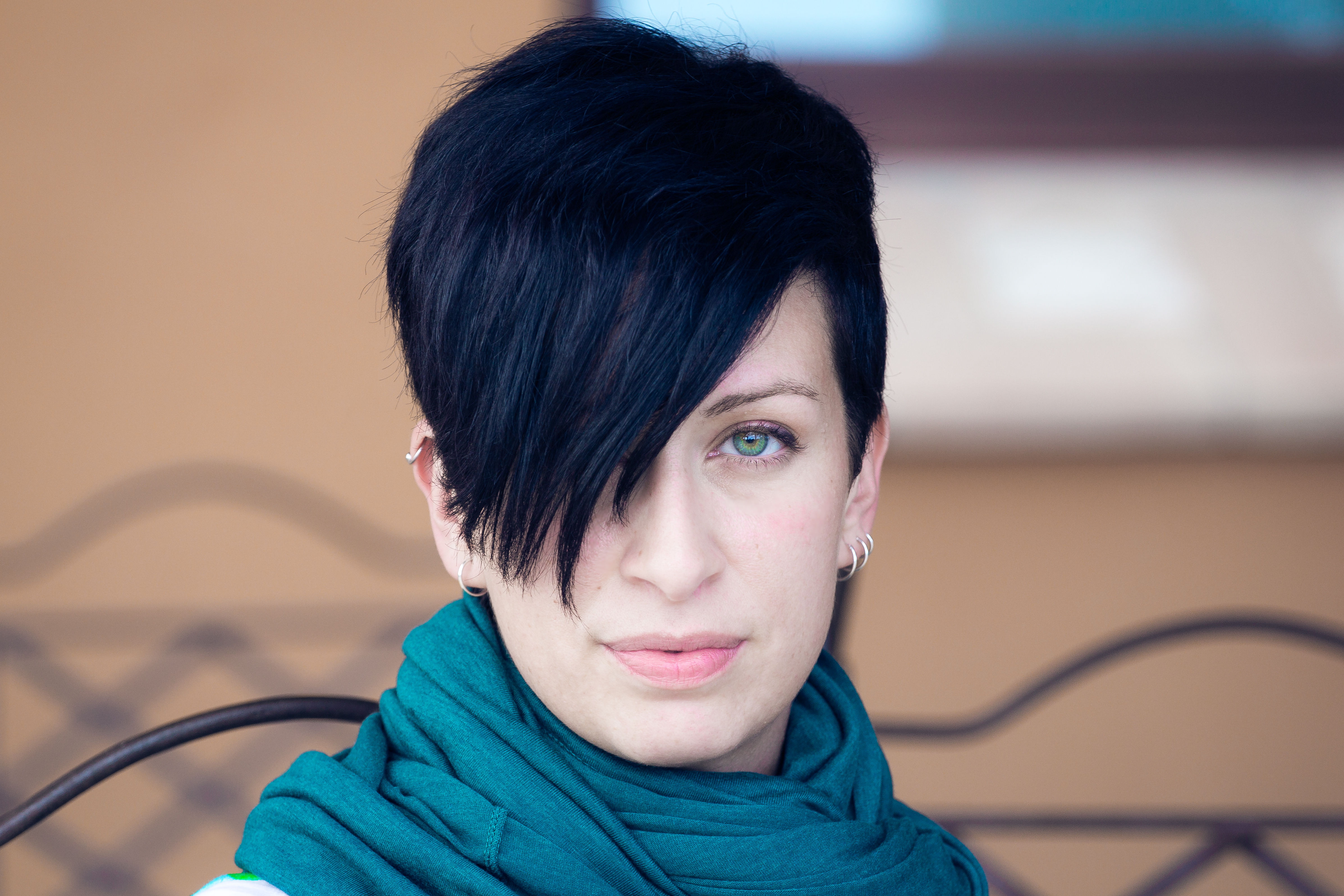
Une femme avec des cheveux courts et vrais noirs et un foulard

Les cheveux noirs, également appelés noirette, sont les plus foncés et les plus courants dans le monde. Ils sont fréquents chez les personnes d'origine asiatique, arabe et maghrébine, africaine et indienne. La sécrétion noire d'eumélanine provoque le noircissement des cheveux, ce qui indique que le MC1R est à l'état actif.
On considère les cheveux noirs purs comme les plus brillants de tous. Ils sont colorés bleu nuit. Quelquefois, les cheveux noirs présentent des reflets bleu argenté au Soleil, de même que certains cheveux bruns peuvent présenter des reflets roux. On appelle alors cette couleur aile de corbeau. Une croyance populaire explique que cette couleur est en fait due au reflet du ciel sur les cheveux, car ceux-ci sont très brillants.
On dit aussi cheveux de jais, en référence à cette pierre noire, pour désigner des cheveux très noirs.

## Culture
Dans la culture populaire occidentale, un stéréotype courant veut que les noirettes soient introverties, mystérieuses, sophistiquées. Rosa Caveira (entité brésilienne de umbanda) est représentée comme une jeune femme avec les cheveux noirs, et les roses représentent la beauté et la fragilité de la vie terrestre, tandis que le crâne et les cheveux noirs symbolisent la mort et la transformation. Ce mélange d'éléments peut être vu comme une représentation de la transition entre la vie et la mort. 

## Dans le monde
En dehors de l’Europe, la majorité des êtres humains ont les cheveux noirs . Les cheveux noirs ou cheveux noirs purs sont la couleur de cheveux la plus foncée. Elle contient de grandes quantités d'eumélanine et est plus dense que les autres couleurs de cheveux. Elle est la couleur de cheveux couramment observée en Asie et Afrique en raison du fait que les habitants de ces régions ont tendance à avoir des niveaux de tyrosine dans leur corps plus faibles. La sécrétion noire d'eumélanine fait noircir les cheveux, indiquant que MC1R est à l'état actif. Cheveux noirs purs, le ton plus foncé, n'aura pas un ton chaud et neutre, mais un éclat qui peut paraître presque bleu, comme l'irisation d'une aile de corbeau ; c'est pourquoi on l'appelle parfois le corbeau noir. Les cheveux noirs purs semblent avoir une couleur argentée réfléchissante en tons clairs,